# Vila Nova da Barquinha
Vila Nova da Barquinha – miejscowość w Portugalii, leżąca w dystrykcie Santarém, w regionie Centrum, w podregionie Médio Tejo. Miejscowość jest siedzibą gminy o tej samej nazwie.

## Demografia
| Liczba ludności gminy Vila Nova da Barquinha (1849–2011) | Liczba ludności gminy Vila Nova da Barquinha (1849–2011) | Liczba ludności gminy Vila Nova da Barquinha (1849–2011) | Liczba ludności gminy Vila Nova da Barquinha (1849–2011) | Liczba ludności gminy Vila Nova da Barquinha (1849–2011) | Liczba ludności gminy Vila Nova da Barquinha (1849–2011) | Liczba ludności gminy Vila Nova da Barquinha (1849–2011) | Liczba ludności gminy Vila Nova da Barquinha (1849–2011) | Liczba ludności gminy Vila Nova da Barquinha (1849–2011) |
| -------------------------------------------------------- | -------------------------------------------------------- | -------------------------------------------------------- | -------------------------------------------------------- | -------------------------------------------------------- | -------------------------------------------------------- | -------------------------------------------------------- | -------------------------------------------------------- | -------------------------------------------------------- |
| 1849                                                     | 1900                                                     | 1930                                                     | 1960                                                     | 1981                                                     | 1991                                                     | 2001                                                     | 2004                                                     | 2011                                                     |
| 3 034                                                    | 4 336                                                    | 9 011                                                    | 6 547                                                    | 8 167                                                    | 7 553                                                    | 7 610                                                    | 7 878                                                    | 7 322                                                    |

## Sołectwa
Sołectwa gminy Vila Nova da Barquinha (ludność wg stanu na 2011 r.)
- Atalaia – 1697 osób
- Moita do Norte – 2092 osoby
- Praia do Ribatejo – 1702 osoby
- Tancos – 243 osoby
- Vila Nova da Barquinha – 1588 osób